# Nargòthrond
En el llegendari de J.R.R. Tolkien, Nargòthrond és la fortalesa de Beleríand construïda per Fínrod Felagund, a la riba del riu Nàrog. De fet, "Nargòthrond" significa "la gran fortalesa subterrània del riu Nàrog".
Per extensió, també rep el nom de Nargòthrond el regne que es governava des de la ciutat, que comprenia les planes de Talath Dirnen.
Inspirat per Menèrgoth a Dòriath, i buscant un lloc amagat per estar protegit de les forces de Mórgoth, Fínrod va establir les bases de la ciutat a les cavernes del Nàrog, sota els turons boscosos de Taur-en-Fàroth. Anteriorment, havien estat habitades per nans mesquins, però n'havien marxat amb l'arribada dels elfs.
Altres nans, artesans de l'Éred Luin, van ajudar els nóldor a engrandir i condicionar les coves convertint-les en una formidable fortalesa oculta. Originalment, només s'hi podia accedir per un camí estret paral·lel a la riba del riu, tot i que més endavant es va construir un pont sobre el Nàrog.
Fínrod va governar Nargòthrond fins que va unir-se a Beren en el seu quest pel Silmaril. Va abandonar la ciutat deixant-la en mans del seu nebot Oròdreth. També van quedar-s'hi els germans Cèlegorm i Curufin, que s'hi havien refugiat després de la Dàgor Bragollach i que exercien una influència molt important. Van ser-ne expulsats posteriorment per Oròdreth quan es va revelar el paper que havien tingut en la marxa de Fínrod.
Turin Turàmbar arribà més tard a Nargòthrond i se'n va convertir en un dels guerrers més destacats. També va convèncer la gent de la ciutat de deixar d'amagar-se de Mórgoth i desafiar-lo obertament. En aquell moment va construir-se el pont per accedir a la fortalesa, que acabaria permetent el saqueig de Nargòthrond pel drac Glàurung i el seu exèrcit.
Glàurung va fer servir Nargòthrond com el seu cau fins a la seva mort a mans de Turin. Les coves van quedar abandonades i van ser reclamades per un dels nans mesquins, Mîm, que moriria poc després a mans Hurin (el pare de Turin). Després de la mort de Hurin probablement van quedar deshabitades fins a la fi de la Primera Edat, quan s'enfonsaren sota el mar amb tot el continent de Beleríand.